# A Disciple of Plato
A Disciple of Plato è un cortometraggio muto del 1915 diretto da Lee Beggs.

## Produzione
Il film fu prodotto dalla Vitagraph Company of America.

## Distribuzione
Distribuito dalla General Film Company, il film - un cortometraggio in una bobina - uscì nelle sale cinematografiche statunitensi il 5 agosto 1915.